# Astragalus ghamishluensis
Astragalus ghamishluensis es una especie de planta del género Astragalus, de la familia de las leguminosas, orden Fabales.

## Distribución
Astragalus ghamishluensis se distribuye por Irán.

## Taxonomía
Fue descrita científicamente por Dastpak, Maassoumi & Kaz. Osaloo. Fue publicada en Iran. J. Bot. 17: 176 (2011).